# Маниору, Фрэнсис
Фрэнсис Маниору (англ. Francis Manioru; род. 17 сентября 1981) — соломонский легкоатлет, специалист по бегу на короткие дистанции. Выступал за сборную Соломоновых Островов по лёгкой атлетике в период 2001—2014 годов, обладатель бронзовых медалей чемпионатов Океании и Южнотихоокеанских игр, участник двух летних Олимпийских игр.

## Биография
Фрэнсис Маниору родился 17 сентября 1981 года.
Первого серьёзного успеха на взрослом международном уровне добился в сезоне 2001 года, когда вошёл в основной состав соломонской национальной сборной и побывал на Южнотихоокеанских мини-играх в Миддлгейте, откуда привёз награду бронзового достоинства, выигранную в программе эстафеты 4 × 100 метров.
В 2003 году выступил на Южнотихоокеанских играх в Суве, но здесь попасть в число призёров не смог: занял 13 место в беге на 100 метров и 4 место в эстафете 4 × 100 метров.
На чемпионате Океании 2004 года в Таунсвилле выиграл бронзовую медаль в смешанной эстафете на 800 метров. Благодаря череде удачных выступлений удостоился права защищать честь страны на летних Олимпийских играх в Афинах, причём на церемонии открытия нёс знамя Соломоновых Островов. В беге на 100 метров показал время 11,05 и не смог преодолеть предварительный квалификационный этап.
После афинской Олимпиады Маниору остался в составе легкоатлетической команды Соломоновых Островов на ещё один олимпийский цикл и продолжил принимать участие в крупнейших международных соревнованиях. Так, в 2006 году он выступил на чемпионате мира в помещении в Москве, на Играх Содружества в Мельбурне и на чемпионате Океании в Апии.
В 2007 году завоевал бронзовую медаль в эстафете 4 × 100 метров на Южнотихоокеанских играх в Апии.
В 2008 году отметился выступлениями на мировом первенстве в помещении в Валенсии и на чемпионате Океании в Сайпане, где стал шестым в дисциплине 100 метров. Находясь в числе лидеров соломонской национальной сборной, благополучно прошёл отбор на Олимпийские игры в Пекине. На сей раз в беге на 100 метров показал время 11,09 секунды, чего опять же оказалось недостаточно для прохождения в следующую стадию соревнований.
На чемпионате Океании 2010 года в Кэрнсе был девятым в беге на 100 метров и тринадцатым в беге на 200 метров. На Играх Содружества в Дели стартовал на стометровой дистанции и в эстафете 4 × 100 метров, однако в обеих дисциплинах был далёк от попадания в число призёров.
В 2011 году бежал 100 метров на чемпионате мира в Тэгу.
Принимал участие в Играх Содружества 2014 года в Глазго, где так же выступил в беге на 100 метров.